# فرانسوآ سنمو
فرانسوا سنمو (به فرانسوی: François Sénémaud) دیپلمات اهل فرانسه، سفیر اسبق فرانسه در ایران است.

## تحصیلات
فرانسوآ سنمو دارای دیپلم مؤسسه علوم سیاسی پاریس، دیپلم مطالعات پیشرفته تاریخ و دانشجوی سابق مدرسه ملی مدیریت دولتی پاریس است.

## سوابق
فرانسوا سنمو مسئولیت‌های مدیر دفتر کمیساریای عالی در کالدونیا جدید، رئیس هیئت امور بین‌الملل در وزارت بخش‌ها و سرزمین‌های ماوراءبحار، مشاور فنی وزیر کشور فرانسه، رایزن دوم فرانسه در اردن، مشاور ویژه مدیر اداره شمال آفریقا خاورمیانه وزارت خارجه فرانسه، رایزن دوم فرانسه در اسپانیا، رایزن اول فرانسه در لبنان، رئیس سرویس استراتژی و ارزیابی وزارت خارجه فرانسه، رئیس دایره اطلاعات در اداره کل امنیت خارجی فرانسه را تجربه کرده‌است.